# 文渓郷
文渓郷（ぶんけいきょう）は中華人民共和国湖南省懐化市靖州ミャオ族トン族自治県の郷。

## 行政区画
- 紅陵村
- 上宝村
- 下宝村
- 宝江村
- 水屯村
- 文渓村
- 文坡村
- 李家界村
- 西村
- 朗渓村
- 金馬村
- 長渓村
- 宝沖村

## 歴史
1949年、文渓郷を設立。

## 経済

### 名物・特産品
- 金
- ミョウバン
- マンガン
- オニノヤガラ
- マツホド
- 食用キノコ

## 地理
文渓郷は靖州ミャオ族トン族自治県東北部に位置し、北は会同県と、東南は睢寧県と、南は寨牙郷と、西南は渠陽鎮と、西北は甘棠鎮とそれぞれ接している。
- 河川：木栗河
- 山：鴻嶺山（1133メートル）、黄連山（742メートル）、大白衣（953メートル）

## 交通

### 道路
- 省道S222